# Татјана Медвед
Татјана Медвед (13. март 1974, Нови Сад) је бивша српска рукометашица и репрезентативка. Играла је на позицији левог бека. Највећи успех са репрезентацијом остварила је на Светском првенству 2001. када је освојена бронзана медаља. Неколико пута играла је и на Европским првенствима и била је капитен репрезентација Србије. Такође има сребрну медаљу са Медитеранских игара.
У клупској каријери играла је за Кометал Гјорче Петров из Скопља са којим је освојила два пута лигу и куп Македоније и играла четвртфинале Лиге шампиона. Са шпанским клубом Мар Валенсија освојила је три пута лигу Шпаније, Куп Краљице, три пута Куп Лиге, три Суперкупа и европски Куп Купова. Такође је играла и финале Лиге шампиона. Са француским Мецом освојила је првенство Француске. Лигу Шпаније је поново освојила са Сагунтом а још две лиге, Куп Краљице и Супер куп Шпаније освојила је са клубом Цементос Ла Унион Рибарроха из Шпаније. У Србији са Зајечаром првенство Србије и национални куп где је и завршила играчку каријеру.
Од 2012. године обавља функцију међународхог рукометног званичника, као делегат ЕХФ на  клубским такмичењима у Лиги Шампиона у женској и мушкој конкуренцији и европским првенствима. Била је и делегат и светске рукометне федерације ИХФ